# Nintendocore
Nintendocore (también llamado nescore) es un género de fusión musical, que incorpora elementos del metalcore y en menor medida el post-hardcore, con los instrumentos que acompañan a la música de fondo de los videos juegos de 8-bits, mejor explicado en Nintendo Entertainment System (NES).

## Características
El nintendocore se caracteriza por el uso chiptunes (música de 8-bits) y samplers de viejos temas de juegos de NES, casi siempre combinados con subgéneros de Heavy metal, Hardcore punk y en menor medida de Rock. El género irrumpió primeramente en la escena Metalcore, cuando Horse the Band publicó en el año 2000 su álbum Secret Rhythm of the Universe y fue esta misma banda la que acuñó el término para el género.

## Historia
Aunque la música de videojuegos inició mucho antes con géneros como el chiptune, el britpop y el industrial a finales de la década de los 90´s aparecieron las bandas de Rock llamadas Minibosses y The Advantage las cuales iniciaron las bases del nintendocore combinando el Hard Rock y el Heavy Metal con la música de 8-bits realizando versiones de bandas sonoras de videojuegos clásicos de NES siendo los precursores de este género, pero el movimiento nintendocore como tal fue iniciado por la banda de Metalcore y Avant-garde metal Horse the Band en el año 2000 empleando este término como una broma para describir su sonido y a partir de años posteriores, principalmente entre 2002 y 2007 comenzaron a surgir nuevos artistas, los cuales inspirados por Horse the Band emplearon un sonido similar, con bases de Metalcore, Metal extremo y diferentes subgéneros de Punk e implementando el uso de chiptunes y samplers de 8-bits, algunos ejemplos de artistas y agrupaciones notables que aparecieron entre estos años fueron The NESkimos y The Depreciation Guild.
Otras bandas representantes del género y más cercanas al Heavy Metal y al Punk, pero que se mantienen en un perfil más underground son Rolo Tomassi (combinando Mathcore con Nintendocore), Iamerror, Monomate (combinando Nintendocore con Cybergrind), Powerglove (combinando Nintendocore con Power metal), Sky Eats Airplane (combinando Post-hardcore con Nintendocore), Devilish Gloomy y 8-bit Harakiri (estas últimas combinando Nintendocore con Nu metal).

## Bandas
Muchas bandas de nintendocore son conocidas bajo otros géneros, pero al introducir un toque de 8-bit sounds dentro de un subgénero de heavy metal y Hardcore, obtienen la etiqueta de "Nintendocore". La siguiente es una lista de bandas representativas del subgénero:
| - Ay Que Rico https://ayquerico.bandcamp.com/ - 100deadrabbits - Minibruto https://minibruto.bandcamp.com/ - 8-bit Harakiri - A Beautiful Lotus - Anamanaguchi - As the World Fades - Breakdance Kickboxer - Broken Megabuster - Corpore - Chaos Con Queso - Chiptune Commando - Monomate - Cutting Pink With Knives - Dammit! I Lost My Cookies! - Dance At The Chappel Horrors - Devilish Gloomy - Venustoise https://venustoisenintendocore.blogspot.com/ - Dungeon Elite - Enter Shikari - Fagasaurus Sex - Fear, and Loathing in Las Vegas - Ianerror - Final Inconcluso - Freeze Pixels - From The Horror - GO! With Fourteen O - The Simpsonitas - Greta Knights - Goto80 - Gtuk - Hanni Kohl - Hello Kitty Suicide Club - Horse the Band | - Iamerror - Insert Disc - Isexi - I Shot The Duck Hunt Dog - Last Life Last Failure - Mario Killed Pikachu - The Nintendocore - Math the Band - Moshing Samurai - Panacore - Take a Spin Down Rainbow Road - T-Black Viruz - Sabrepulse - Shit Yourself Little Parrot - Start Restart - R-Nes-Reset - Spacebound - WeHaveCrossedOurRivers - Worship the Rage - Zebes System - GO! Mr. Shadow - Gamepad (banda) - Fucking Werewolf Asso - putyournamehere - IHAVENOMOUTH |